# Campeonato Brasileiro de Futebol de Mesa – Chapas
O Campeonato Brasileiro de Futebol de Mesa é um torneio de futebol de mesa, na modalidade Chapas, que ocorre anualmente com sede variada. Teve sua primeira edição no ano de 2019, na sede social do Bangu Atlético Clube, Rio de Janeiro.
Desde a primeira edição, o torneio é subdividido em duas categorias (individual e interclubes), com mesma sede e de maneira simultânea.